# Klasse der Skyphoi A1
Mit dem Namen Klasse der Skyphoi A1 (englisch Ure’s Class of Skyphoi A1) wird eine durch ihre Form und ihr Dekorationssystem definierte Klasse attisch-schwarzfiguriger Skyphoi bezeichnet. Sie wird in die zweite Hälfte des 6. Jahrhunderts v. Chr. datiert und ist chronologisch vor der Klasse der Skyphoi A2 anzusetzen und deutlich vor den Skyphoi der Klasse A3. Zwei Skyphoi des Typs wurde in Rhitsona in Böotien gefunden, zwei weitere in Berezan. Die Gefäße haben schwarze Lippen mit einer Rille unterhalb des leicht konvex gebildeten Randes. Der unterste Teil der Wandung der Vasen blieb unverziert. Auf den Vasen aus Rhitsona sind zwischen Henkelpalmetten ein Satyr und eine Mänade bzw. ein kauernder Krieger dargestellt, häufig sind auch Darstellungen des Liebeswerbens. Die Qualität der Zeichnung ist von schlechter Qualität.
Die Benennung geht auf Annie D. Ure und Percy N. Ure zurück, weitere Stücke wurden der Klasse durch John D. Beazley zugewiesen.